# Lanwaldus
Lanwaldus (* unbekannt; † 7. Jahrhundert), auch Lanualdus, Lantwaldus, Lanuwaldus oder Lantivaldus war möglicherweise Bischof von Mainz im ersten Drittel bis Mitte des 7. Jahrhunderts. Die Existenz eines Bischofs dieses Namens erschließt sich aus der ältesten der Mainzer Bischofslisten aus der Zeit des Erzbischofs Heriger (913–927). Hier findet sich ein Bischof namens Lanwaldus als Nachfolger von Petilinus und Vorgänger des Laboaldus. Bei der Überführung von zehn vorbonifatianischen Mainzer Bischöfen von St. Hilarius nach St. Alban durch Erzbischof Hildebert wird auch im späten 11. Jahrhundert Lanwaldus als einer der umgebetteten Mainzer Bischöfe genannt.
Weitere Schriftzeugnisse außer den genannten sowie den zeitlich acht nachfolgenden Redaktionen der Bischofsliste, die Lanwaldus nennen, sind nicht überliefert. Eugen Ewig sieht aber aufgrund der allgemein nur geringen Überlieferungen aus dieser Zeit keinen Anlass, an dem Vorhandensein eines gleichnamigen Bischofs zu zweifeln. Aufgrund der von ihm vertretenen Gleichsetzung von Lanwaldus' Vorgänger Petilinus mit einem ebenfalls genannten, früher amtierenden Bischof Bathodus reiht Ewig Lanwaldus allerdings als Nachfolger von Laboaldus in die Mainzer Bischofsliste ein.